# Naděje (rybník)
Naděje je největším rybníkem Nadějské rybniční soustavy, která je součástí CHKO Třeboňsko a leží nedaleko Lomnice nad Lužnicí, východně od obce Frahelž v pásu táhnoucím se od obce Klec asi 7 km na sever podél pravého, východního břehu řeky Lužnice.

## Historie a popis
Rybník, jehož západní hráz kopíruje ve vzdálenosti několika desítek metrů tok Lužnice, založil Jakub Krčín v letech 1577–1579; ve stejné době založil Krčín i rybník Skutek na východ od Naděje (hráz, která tehdy oba rybníky oddělovala, je dnes osou celé Nadějské soustavy) a o něco jižněji rozšířil starší rybník Klec (Flukhaus) o nový nazvaný Potěšil. Všechny tyto rybníky jsou zachyceny např. na mapě třeboňského panství z roku 1684, vystavené v třeboňském zámku. Původně byly naháněny stokou zvanou Potěšilka, která byla vedena z řeky Lužnice. Po vybudování rybníka Rožmberka (v letech 1584 až 1590) byla stoka vyvedena z něj vedlejší výpustí, zvanou rovněž Potěšilka. 
Rybníky Naděje i Skutek byly po roce 1826 vysušovány a na pozemcích se dělaly neúspěšné pokusy o jiné hospodářské využití (louky, pastviny). V roce 1871 byly obnoveny a zásluhou rybníkáře Josefa Šusty byly upraveny. Původní rybník Naděje byl soustavou nižších hrází zmenšen a vzniklo tak několik menších rybníků: Víra, Láska a Měkký rybník. Severně od Naděje byl nově založen rybník Rod a několik dalších. 
Výpust Potěšilka byla roku 1870 nahrazena novou výpustí Adolfka, která je u východního konce hráze Rožmberka. Derivační náhon vedoucí mezi rybníky Nadějské soustavy je nyní označován jen jako Rybniční stoka.
Naděje se využívá jako chovný rybník převážně pro chov kaprů. V létě tu hnízdí např. volavky popelavé nebo kormoráni. 